# 가호 관측기
가호 관측기(カ号観測機)는 제2차 세계 대전 당시에 일본 제국 육군이 개발한 관측기(Observation Aircraft)다. 오호 관측기(オ号観測機)라고도 불린다. 포병의 탄도 관측과 잠수함 경계에 사용됐다. 일본에서 실전 배치된 유일한 오토자이로다. 일본의 가야바 제작소(지금의 가야바 공업)가 설계・제조하였다.

## 제원
- 생산 시기 : 1941년
- 제작사 : 가야바 제작소(현 가야바 공업)
- 전폭 : 10.6m
- 높이 : 3.10m
- 길이 : 6.68m
- 자체 중량 : 750kg
- 전체 중량 : 1,170kg
- 속도：165 km/h
- 항속 거리 : 360 km
- 무장：60 kg폭뢰×1
- 승무원：2명(무장시 1명）

## 참고 문헌
- ファインモールド 1/72 カ号観測機 取扱説明書